# Oga-Quasi-Nationalpark
Der Oga-Quasi-Nationalpark (japanisch 男鹿国定公園, Oga Kokutei Kōen) ist ein japanischer Quasinationalpark in der Präfektur Akita. Der am 15. Mai 1973 gegründete Park erstreckt sich über eine Fläche von ca. 82 km². Mit der IUCN-Kategorie V ist das Parkgebiet als Geschützte Landschaft/Geschütztes Marines Gebiet klassifiziert. Die Präfektur Akita ist für die Verwaltung des Parks zuständig.